# ویربوش
ویربوش (به آلمانی: Weyerbusch) یک شهر در آلمان است که در راینلاند-فالتس واقع شده‌است.

## خصوصیات
ویربوش ۱٬۴۰۴ نفر جمعیت دارد.